# Жорж де Латур
Жорж де Латур (фр. Georges de La Tour; 13. март 1593, Вик сир Сеј—30. јануар 1652, Линевил) је био француски барокни сликар, који је већи део свог радног века провео у Војводству Лорене, које је привремено било апсорбовано у Француску између 1641. и 1648. Углавном је сликао религиозне сцене осветљене светлошћу свећа.

## Лични живот
Жорж де Ла Тур је рођен у граду Вик-сир-Сеј у епархији Мец, који је технички био део Светог римског царства, али је њиме владала Француска од 1552. Документација о крштењу открива да је био Жанов син де Латур, пекар, и Сибил де Латур, рођена Молијан. Претпоставља се да Сибил потиче из делимично племићке породице. Његови родитељи су имали укупно седморо деце, а Џорџ је био другорођени.
Латурова образовна позадина остаје донекле нејасна, али се претпоставља да је отпутовао или у Италију или Холандију на почетку своје каријере. Можда је тренирао код Жака Беланжа у Нансију, главном граду Лорене, иако су њихови стилови веома различити. Његове слике одражавају Каравађов барокни натурализам, али то је до њега вероватно стигло преко холандских Каравађиста из Утрехтске школе и других северних (француских и холандских) савременика. Конкретно, Латур се често пореди са холандским сликаром Хендриком Тербригеном.
Године 1617. оженио се Дајаном Ле Нерф, из мале племићке породице, а 1620. основао је свој атеље у њеном тихом провинцијском родном граду Луневилу, делу независног Војводства Лорене које је Француска окупирала током његовог живота, у период 1641–1648. Сликао је углавном религиозне и неке жанровске сцене. Добио је титулу „Краљ сликар“ (Француског) 1638. године, а радио је и за војводе од Лорене 1623–4, али му је локална буржоазија обезбедила главно тржиште и он је постигао извесно богатство. Он није забележен у Луневилу између 1639. и 1642. године, а можда је поново путовао; Ентони Блант је након ове тачке открио утицај Герита ван Хонтхорста у својим сликама. Учествовао је у фрањевачком религиозном препороду у Лорени, и током своје каријере прешао је на сликање готово у потпуности религиозних тема, али у третманима са утицајем жанровског сликарства.
Жорж де Латур и његова породица умрли су 1652. у епидемији у Луневилу. Његов син Етјен (1621–1692) био је његов ученик.

## Радови
Латуров рани рад показује утицаје Каравађа, вероватно преко његових холандских следбеника, а жанровске сцене варалица—као у Гатари—и тучених просјака јасно потичу од холандског Каравађиста, а вероватно и његовог колеге Лоренера, Жака Беланжа. Верује се да они датирају из релативно раног периода његове каријере.
Ла Тур је најпознатији по ноћним светлосним ефектима које је развио много даље од својих уметничких претходника и пренео њихову употребу у жанровским темама на сликама холандског Каравађиста на религиозно сликарство у свом. За разлику од Каравађа, његовим религиозним сликама недостају драматични ефекти. Насликао их је у другој фази свог стила, можда почевши од 1640-их, користећи цхиаросцуро, пажљиве геометријске композиције и веома поједностављено сликање облика. Његов рад се током каријере креће ка већој једноставности и тишини — узимајући од Каравађа веома различите квалитете него што су то чинили Хосе де Рибера и његови тенебристички следбеници.
Често је сликао неколико варијација на исте теме, а његов преживели рад је релативно мали. Његов син Етјен био је његов ученик и тешко је разликовати њихов рад у верзијама Ла Турових композиција. Верзија Образовања Богородице у колекцији Фрик у Њујорку је пример, како и сам Музеј признаје. Друга група слика (пример лево), велике вештине, али за које се тврдило да се стилом разликују од оних из Ла Тура, приписана је непознатом „мајстору харди-гурди“. Сви приказују старије мушке фигуре (једна група у Малибуу укључује и жену), углавном усамљене, било просјаке или свеце.
Након његове смрти у Луневилу 1652. године, Латуров рад је заборављен док га 1915. године није поново открио Херман Вос, немачки историчар уметности који ће касније постати шеф Хитлеровог Фирермузеја; неки од Латурових дела су заправо помешани са Вермером, када је холандски уметник доживео сопствено поновно откриће у деветнаестом веку.

## Галерија
- Кјароскуро сцене
- Job Mocked by his Wife, c. 1625–1650, Musée départemental d'Art ancien et contemporain, Епинал, Француска.
- Magdalene with the Smoking Flame, c. 1640, Los Angeles County Museum of Art
- The Newborn Christ, c. 1645–1648, Museum of Fine Arts of Rennes
- The education of the Virgin, c. 1650, The Frick Collection
- The smoker, 1646, Tokyo Fuji Art Museum
- The Flea-Catcher, 1638, Musée Lorrain, Nancy
- Saint Andrew in the Albi Apostles серије, c. 1620
- The Repentant Magdalene, c. 1635-1640, National Gallery of Art

## Белешке
1. ↑   Crissy Bergeron Thesis – page 7, and note 4, quoting Thuillier p.19
2. 1 2 3  Anthony Blunt, Art and Architecture in France, 1500–1700, 1953, Penguin
3. ↑  Wright, 35, 44–46
4. ↑  Dictionary of Art Historians (2018-02-21). „Voss, Hermann” (на језику: енглески). Приступљено 2021-05-18.